# カール・ツー・ライニンゲン (1898-1946)
フリードリヒ・カール・エドゥアルト・エルヴィン・ツー・ライニンゲン（ドイツ語: Friedrich Karl Eduard Erwin Fürst zu Leiningen, 1898年2月13日 - 1946年8月2日）は、 ドイツの旧諸侯・シュタンデスヘルのライニンゲン侯家の当主。1939年の家督継承後、一族の伝統に則り「ライニンゲン侯」を自称した。

## 生涯
ライニンゲン侯エミッヒとその妻のホーエンローエ＝ランゲンブルク侯女フェオドラの間の次男。父方のライニンゲン＝ダークスブルク＝ハルテンブルク家（Leiningen-Dagsburg-Hartenburg）は代々福音派信徒であった。曾祖母のバーデン大公妃ソフィアがホルシュタイン＝ゴットルプ家出身のため、ライニンゲン侯家は潜在的なスウェーデン王位請求権を保持していると見なされた。第二次世界大戦中はドイツ海軍所属の海軍少佐（コルヴェッテンカピテン）として従軍した。大戦後はロシア・サランスクの捕虜収容所に抑留され、餓死したとされる。

## 子女
1925年11月25日コーブルクにて、ロシア帝室家長を名乗るキリル・ウラジーミロヴィチ大公の長女マリヤ・キリロヴナと結婚した。夫婦は三又従兄妹の間柄だった。2人は死別するまでに6人の子をもうけている。
- エミッヒ・キリル・フェルディナント・ヘルマン（1926年 - 1991年） - ライニンゲン侯家家長、1950年オルデンブルク大公女アイリーカと結婚
- カール・ヴラディーミル・エルンスト・ハインリヒ（1928年 - 1990年） - 1957年ブルガリア王女マリヤ・ルイザと結婚（1968年離婚）
- キーラ・メリタ・フェオドラ・マリー・ヴィクトリア・アレクサンドラ（1930年 - 2005年） - 1963年ユーゴスラビア王子アンドレイと結婚（1972年離婚）
- マルガリータ・イレアナ・ヴィクトリア・アレクサンドラ（1932年 - 1996年） - 1951年、ホーエンツォレルン侯フリードリヒ・ヴィルヘルムと結婚
- メヒティルデ・アレクサンドラ（1936年 - ） - 1961年、カール・アントン・バウシャーと結婚
- フリードリヒ・ヴィルヘルム・ベルトルト（1938年 - 1998年） - 1960年カリン＝エヴェリン・ゲースと結婚（1962年離婚）、1971年ヘルガ・エッシェンバッヒャーと再婚
- ペーター・ヴィクトル（1942年 - 1943年）

## 引用
1. ↑  Haus Leiningen im Online Gotha von Paul Theroff